# 沃羅納 (科洛梅亞區)
48°45′50″N 24°48′30″E / 48.76389°N 24.80833°E
沃羅納（烏克蘭語：Ворона），是烏克蘭的村落，位於該國西部伊萬諾-弗蘭科夫斯克州，由科洛梅亞區負責管轄，始建於1990年，面積21.4平方公里，2024年人口1,638，人口密度每平方公里86.8人。